# 巴苏 (热尔省)
巴苏（法語：Bassoues，法語發音：[basu]）是法国热尔省的一个市镇，属于米朗德区。

## 地理
巴苏（43°34'45"N, 0°14'43"E）面积32.29 平方千米，位于法国奧克西塔尼大區热尔省，该省份为法国西南部内陆省份，北起顺时针与洛特-加龙省、塔恩-加龙省、上加龙省、上比利牛斯省、大西洋比利牛斯省和朗德省接壤。
与巴苏接壤的市镇（或旧市镇、城区）包括：阿尔穆和科、卡利扬、卡斯泰尔诺当格莱、加扎和巴卡里斯、拉韦拉厄、马斯卡拉、蒙泰斯基乌、大佩吕斯、普伊勒邦、圣克里斯托。

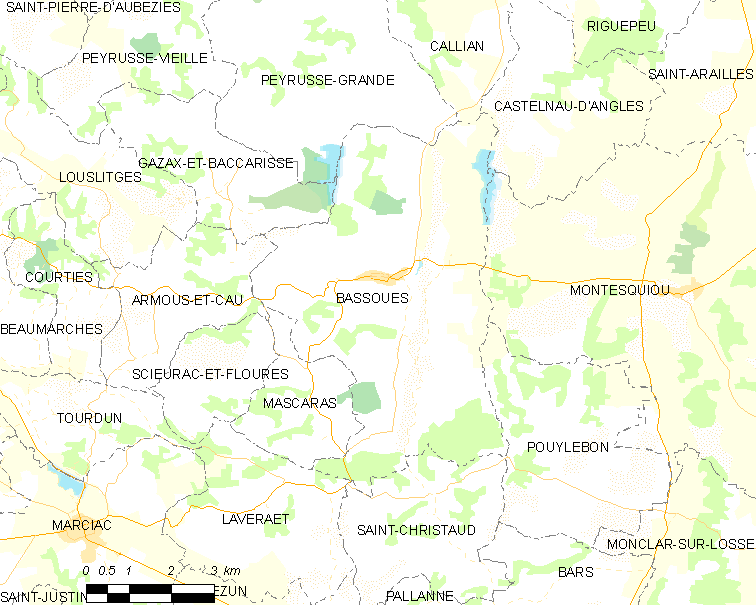
的OSM定位图

巴苏的时区为UTC+01:00、UTC+02:00（夏令时）。

## 行政
巴苏的邮政编码为32320，INSEE市镇编码为32032。

## 政治
巴苏所属的省级选区为帕尔迪亚克-下河县。

## 人口

1962-2008年间人口变化图示

巴苏于2022年1月1日时的人口数量为331人。